# بيلي كيتكيوفومفون
فياليفون «بيلي» كيتكيوفومفون (بالفرنسية: Billy Ketkeophomphone)‏ (من مواليد 24 مارس 1990 في شامبيني سور مارني) هو لاعب كرة قدم فرنسي من أصل لاوسي يلعب حالياً لنادي سيون السويسري كمهاجم.

## مسيرته
بدأ كيتكيوفومفون مسيرته مع راسينغ باريس، لكنه انضم في 2006 لمركز كليرفونتين لكرة القدم. بعد عام واحد ترك النادي ليوقع مع نادي ستراسبورغ. في صيف 2008 صعد اللاعب إلى الفريق الرديف. شارك بأول لقاء ضد نادي باستيا يوم 1 ديسمبر 2009 في البطولة الوطنية حيث لعب 44 دقيقة.
وفي 20 مايو 2011 وقع عقداً يمتد لخمسة سنوات مع نادي الدوري السويسري سيون.

## روابط خارجية
- بيلي كيتكيوفومفون على موقع قاعدة بيانات كرة القدم.إي يو (الإنجليزية)
- بيلي كيتكيوفومفون على موقع ليكيب (الفرنسية)
- بيلي كيتكيوفومفون على موقع ناشيونال فوتبول تيمز (الإنجليزية)
- بيلي كيتكيوفومفون على موقع Soccerbase.com (لاعب) (الإنجليزية)
- بيلي كيتكيوفومفون على موقع Soccerway.com (الإنجليزية)
- بيلي كيتكيوفومفون على موقع عالم كرة القدم.نت (الإنجليزية)
- بيلي كيتكيوفومفون على موقع كووورة
- بيلي كيتكيوفومفون على موقع AS.com (الإسبانية)